# Crimthann mac Fidaig
Crimthann Mór, hijo de Fidach (pronuncia /ˈkriːvən ˈmɔər mæk ˈfiːunɪ/), también escrito Crimthand Mór, fue un rey semi legendario de Munster y Rey Supremo de Irlanda del siglo IV.
Ganó territorios en Gran Bretaña y Galia, pero murió envenenado por su hermana Mongfind. Es posible que fuera reconocido como rey de Escocia o Alba. Como su nombre gaélico significa zorro, Crimthand Mór mac Fidaig se traduce como Zorro Grande, hijo de Woodsman (Fidach) en inglés. Este Crimthann debe ser distinguido de dos Reyes Supremos anteriores de Irlanda del mismo nombre, dos Reyes de Leinster, y otro Rey de Munster, entre otros. Está incluido en el Baile Chuinn Chétchathaig (resumen), y es así el último Rey Supremo de Irlanda de Munster hasta la llegada de Brian Bóruma seiscientos años más tarde.
Además de en la obra de Geoffrey Keating y en los Anales de los Cuatro Maestros, Crimthand Mór mac Fidaig también juega un papel importante en muchas historias pertenecientes a los Ciclos de los Reyes. En estos es habitualmente sucedido por Niall de los Nueve Rehenes como Rey Supremo de Irlanda y por Conall Corc como Rey de Munster, mientras su hermana Mongfind, la primera mujer de Eochaid Mugmedon, se convierte en el antepasado de los Tres Connachta. Estos oscuros vínculos de parentesco son el núcleo de la mitología de la mayoría de las grandes dinastías irlandesas medievales.
Según Geoffrey Keating, Fidheang, hija de un rey de Connacht, era la mujer de Crimthand Mór. No es mencionada en otras fuentes.

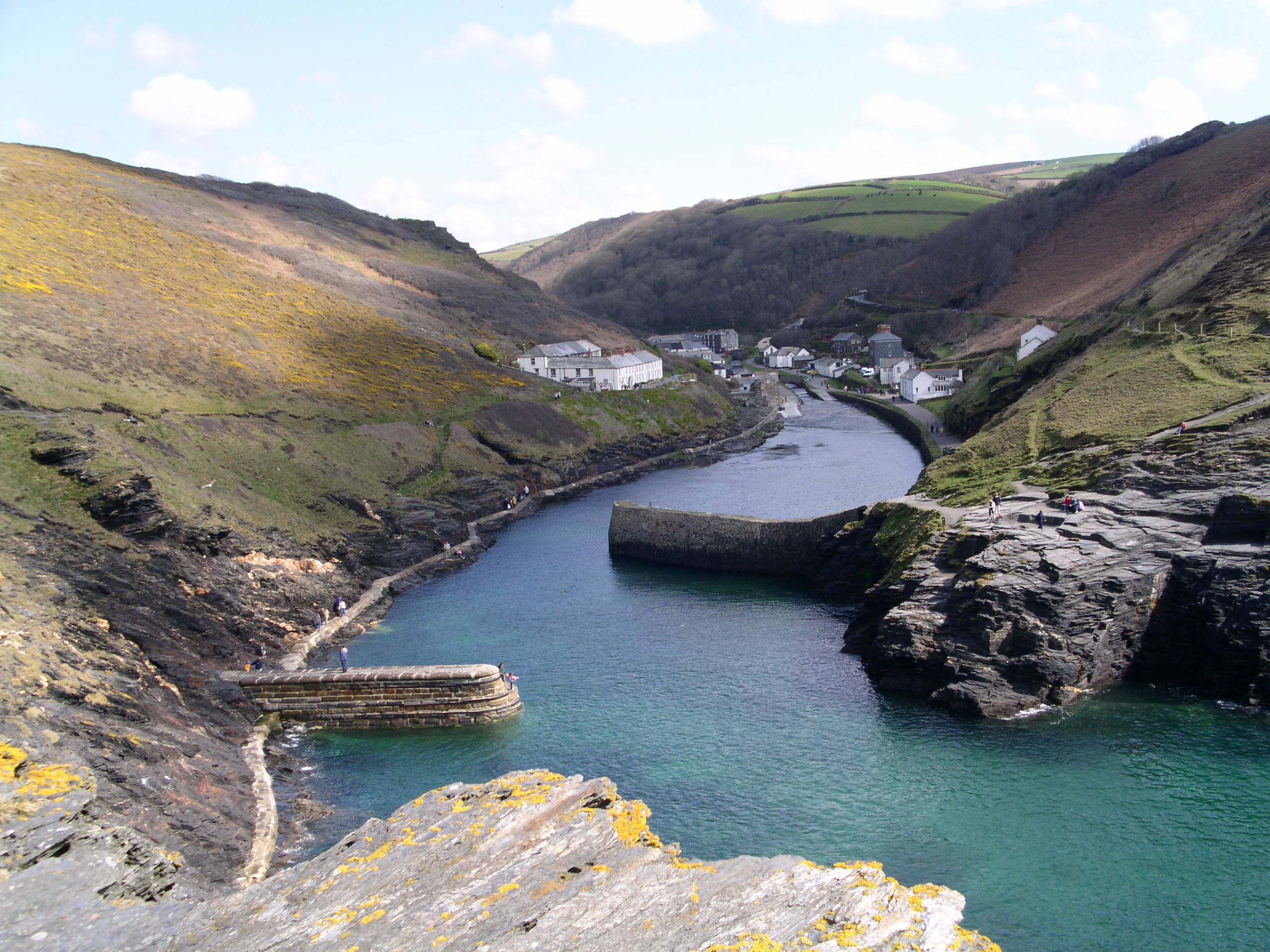
Puerto de Cornualles del tipo del que pudieran haber utilizado los reyes irlandeses.

## Dind Traduí
Según el Sanas Cormaic, Crimthand Mór mac Fidaig construyó una gran fortaleza en Cornualles conocida como Dind Traduí o Dinn Tradui (Dun Tredui/e, fortaleza de las tres murallas). Parece haber pocas dudas acerca de su existencia, y lingüistas y arqueólogos británicos han intentado identificarla con varios ubicaciones en Cornualles y en Gales, como por ejemplo Din Draithou, que es fonéticamente similar. En general, se considera que Din Draithou corresponde con el moderno Dunster, o el cercano fuerte la Edad de Hierro cercana de Bat Castle. También puede ser asociado con Dind map Letháin, una fortaleza colonial construida por los Uí Liatháin, una forma más temprana de Létháin, en Munster, que se sabe que estuvieron activos en Gran Bretaña durante siglos. Pudieron haber retrocedido al sur de Gales o Cornualles después de ser expulsados del norte de Gales por Cunedda, como se menciona en la Historia Brittonum.
En un artículo de 1926, Eoin MacNeill habla los movimientos del Uí Liatháin en considerable extensión, argumentando su liderazgo en las conquistas irlandesas del sur y fundando la dinastía posterior de Brycheiniog, con las genealogías galesas identificando a los dinastas Uí Liatháin en las genealogías irlandesas. Argumenta que cualquier poblamiento posible de los Déisi en Gales habría sido subordinado hasta la expulsión de los Uí Liatháin por los hijos de Cunedda. El fundador de Brycheiniog, Brychan, es con toda probabilidad un miembro de los Uí Liatháin, Macc Brocc, mientras que el nombre Braccan también aparece temprano en los pedigrís del Uí Fidgenti y Uí Dedaid, parentela cercana de Uí Liatháin. MacNeill asocia esto con la soberanía en Irlanda y las conquistas en Gran Bretaña de su primo, el monarca Crimthann mac Fidaig.
Crimthand Mór mac Fidaig y los primeros Uí Liatháin pudieron haber pertenecido a los históricos Attacotti (circa 368). Nota la correspondencia de fechas.

## Ascendencia
Como nietos de Dáire Cerbba (Cearba, Cearb) en la mayoría de las fuentes (p. ej. Rawlinson B 502), y antepasados de Uí Liatháin y Uí Fidgenti, el hermano y la hermana son a veces considerados pertenecientes a una antigua rama de Eóganachta que se convertirían en secundaria o se extinguiría, aunque es más probable que todos los descendientes de Dáire Cerbba pertenecieran a un pueblo distinto, posiblemente Dáirine, lo que se puede suponer a partir de un oscuro poema en antiguo irlandés por Flann mac Lonáin, pese a que en el Banshenchas se llama a Mongfind "Mongfind de los Érnai" (Érainn), pueblo de todas formas relacionado con los Dáirine. Un pasaje en Rawlinson B 502 declara que Dáire Cerbba nació en Mag Breg (Brega), Mide, territorio que pertenecería en su mayor parte a los Érainn o Dáirine en la época. Las genealogías políticas posteriores pueden haber borrado este origen para presentar al monarca como más cercano a los históricos Eóganachta. Byrne reproduce uno de estos (2001), y no da su fuente, probablemente Laud 610, en la que el padre de Crimthand Mór es un tal Láre Fidach, hijo de Ailill Flann Bec. Posiblemente esto es una error, o un intento de los escribas Eóganachta, conocidos por sus fábulas políticas, para vincular más estrechamente al hermano y hermana con la nueva dinastía de Munster. Mongfind es sencillamente llamada hija de Dáire (Cerbba?), no de Fidach, en el Libro de Lismore, y allí el padre de Dáire se apellida Findchad, mientras Crimthand Mór no es mencionado en absoluto.

### Muerte
El rey Crimthann fue envenenado por su hermana Mongfind, para que su(s) hijo(s) alcanzaran el trono. Ella murió durante el asesinato, habiendo tomado un sorbo para evitar las sospechas de su hermano. Durante uno de sus viajes por Munster, el veneno hizo efecto y murió. Se levantó un cairn para el rey.
El cairn se ubica en una de estos tres parajes: el primero sería en Glenagross, Sixmilebridge, Co. Clare. La ubicación supuesta es conocida como 'Knock Righ Crimthann' (El cerro de la muerte del rey), y los restos de un megalito aún se levantan allí hoy en día. La segunda ubicación es en Ballycannon, Meelick, Co. Clare (Baile Cónan). Cónan era supuestamente el primer nombre del rey. Esta es la ubicación según el Bardo de Thomond, Michael Hogan. No existen restos de ningún cairn allí hoy. La tercera ubicación posible es también en Glenagross:  hay tres reliquias alienadas en un eje norte-sur; una piedra erecta, un anillo tumular, y algo que es descrito como un 'complejo arqueológico'.
Debajo un pedigrí posible y simplificado para Crimthann mac Fidaig, basado en Rawlinson B 502:
```
Mug Nuadat

|
|

Ailill Aulomm

|
|

Eógan Mór

|
|

Fiachu Muillethan

|
|
Ailill Flann Bec
|
|____________________________ 
???

|                              |
|                              |
Lugaid Dáire Cerbba
|                              |
|                              |__________________________
|                              |                          |
|                              |                          |
|                         Fidach 
Uí Fidgenti
 & Uí Liatháin
|                         |
|                         |__________________________
|                         |                          |
|                         |                          |
|               Crimthann mac Fidaig Mongfind = 
Eochaid Mugmedón
 = Cairenn
|                                                         |                  |
|                                                         |                  |
Conall Corc 
Connachta
 
Niall Noígiallach
```